# Lạng Sơn
Lạng Sơn, Lang Son o Thành phố Lạng Sơn es una ciudad en el nordeste de Vietnam, capital de la provincia de Lạng Sơn. Se levanta a orillas del río Ky Cung (Sông Kỳ Cùng) y el lago Phai Loan (Hồ Phai Loạn).
Es accesible por carretera y ferrocarril desde Hanói, la capital, que se encuentra unos 160 km y es el punto más septentrional de la Ruta Nacional 1.

## Historia

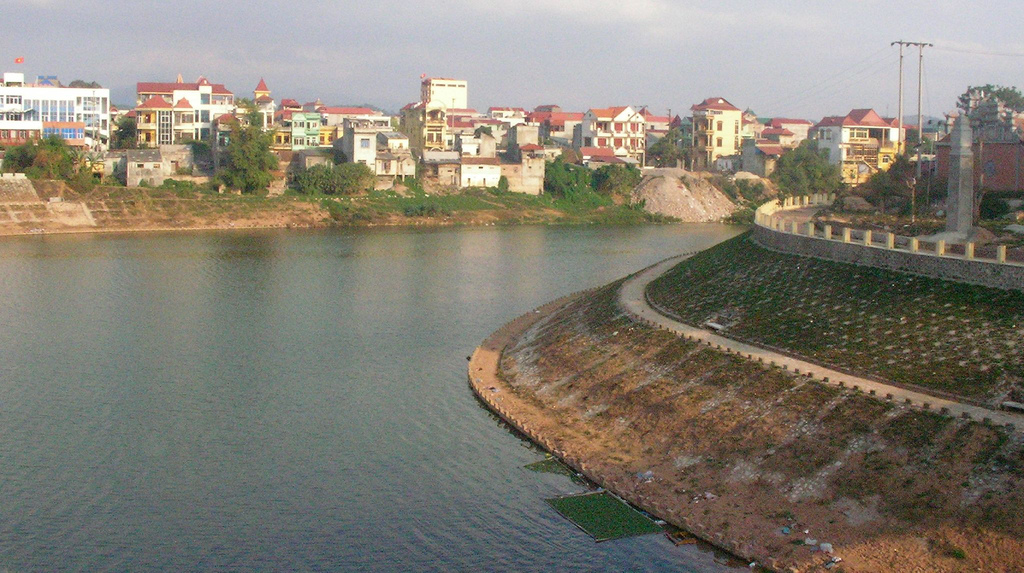
Río Ky Cung a su paso por Lang Son.

Lạng Sơn es un área poblada en gran parte por pueblos de las tribus Thổ, Nung, Man y Dzao.
Debido a su geografía como puerta de entrada de Vietnam a China, Lạng Sơn y su antigua ciudadela han estado en el camino de muchas invasiones. También fue el lugar de tres derrotas francesas durante el período colonial. Ocupada por las fuerzas Qing durante el aumento de efectivos militares que precedió a la Guerra franco-china, la ciudad fue ocupada por Francia después de dos semanas de la denominada campaña de Lạng Sơn en febrero de 1885. Sin embargo, las fuerzas estacionadas se retiraron apresuradamente después de un ataque fallido en la batalla de Bang Bo en China. Esta retirada de Lạng Sơn se convirtió en el aspecto más controvertido de la guerra y llevando a la caída del ministerio de Jules Ferry. 
Cuando las fuerzas coloniales francesas fueron atacadas y se enfrentaron con la 5.ª División japonesa en la Batalla de Lạng Sơn durante la expedición japonesa proveniente de China el 22 de septiembre de 1940, tanto oficiales como soldados y civiles, en número de 800 fueron masacrados. Los franceses se vieron nuevamente obligados a retirarse precipitadamente. En 1945, en una segunda ofensiva japonesa, Lạng Sơn volvió a ser escenario de intensos combates durante el golpe de Estado japonés en la Indochina francesa.
Después de finalizar la guerra del Pacífico, el ejército colonial francés estableció una guarnición permanente, que sirvió como centro logístico de las fuerzas fronterizas francesas. Tuvo que ser evacuado en 1950 durante la ofensiva de Võ Nguyên Giáp contra las fortificaciones fronterizas francesas y se le considera un punto de inflexión en la guerra de Indochina. 
Después de la independencia de Vietnam, la ciudad fue el centro de importantes combates durante la guerra sino-vietnamita de 1979 y sufrió graves daños y fue parcialmente destruida, lo mismo que las otras dos "puertas de China": Cao Bang y Lao Cai. El pueblo sería reconstruido en los años 1990.

## Geología y clima

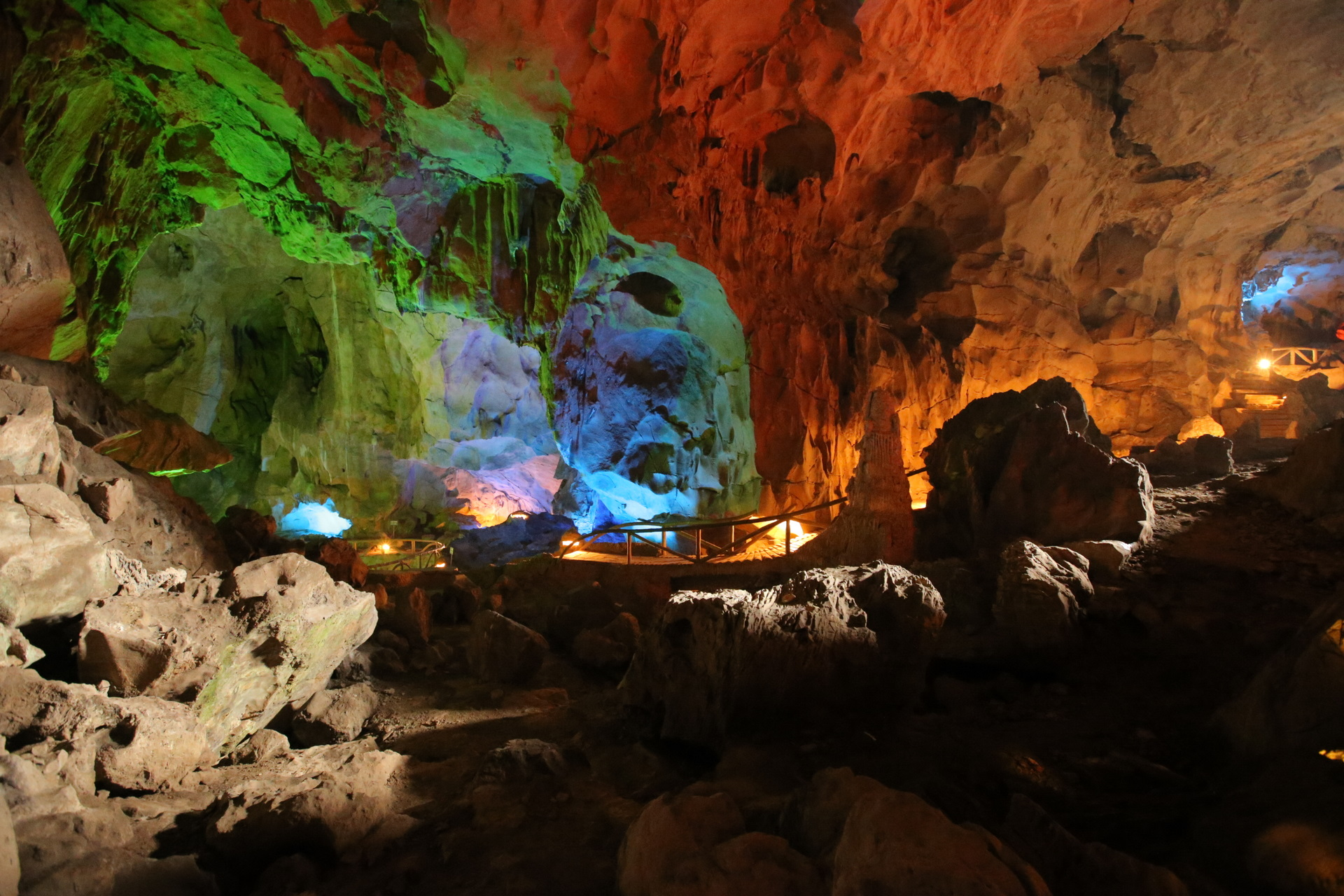
Cueva de Tam Thanh

La geología de la zona es piedra caliza del Pérmico.
El clima es tropical con cuatro estaciones.

## Monumentos
Entre los monumentos sobresalen el Mercado Ky Lua, el templo de Den Ky Cung, dedicado al oficial del ejército Quan Tuan Tranh, la catedral católica San José y diversas casas coloniales de la ciudad antigua, al sur del río Ky Cung. En los alrededores de la ciudad pueden verse las cuevas de Tam Thanh y de Nhi Thanh.